# Morija (Bibel)
Das Land Morija, auch Moria (hebräisch אֶרֶץ הַמֹּרִיָּה ’æræṣ hammorijjāh) ist eine biblische Ortsangabe. Der Name kommt ausschließlich in der Hebräischen Bibel und davon abhängiger Literatur vor. Nach Gen. 22,4  ist dieses Land etwa drei Tagesreisen zu Fuß von Be’er Scheva entfernt. Dem Buch Genesis zufolge sollte Abraham dorthin gehen, um seinen Sohn Isaak zu opfern. Es wird hier berichtet, dass Abraham dort schließlich einen Widder opferte, den Gott „sich ersehen“ hatte, so wie er es seinem Sohn Isaak zuvor angekündigt hatte.
Der Berg Morija (hebräisch הַר הַמּוֹרִיָּה har hammorijjāh) bezeichnet im Buch der Chronik den Ort in Jerusalem, an dem Salomo den ersten Tempel errichtete. Das Verhältnis der beiden Bibelstellen zueinander ist Gegenstand der Fachdiskussion. Claus Westermann nahm beispielsweise an, dass der Name des Tempelbergs aus der Chronik nachträglich in Gen 22 eingetragen worden sei, um einen Bezug zwischen der Bindung Isaaks und dem Jerusalemer Tempelkult herzustellen.

## Etymologie
Die Wortbedeutung von morijjāh ist umstritten. Oft wird ein Wortspiel mit dem Verb ראה r’h „sehen“ und/oder ירא jr’ „fürchten“ vermutet, zumal beide Verben Leitworte in der Erzählung von der Bindung Isaaks sind. Philologisch ist das allerdings nicht plausibel.
Schon die antiken Versionen hatten Schwierigkeiten mit dem Namen. Im Samaritanischen Pentateuch lautet er hebräisch המוראה ’ammūrijjāh. Die Septuaginta übersetzt „das hohe Land“ (altgriechisch ἡ γῆ ἡ ὑψηλή hē gẽ hē hypsēlḗ), die Vulgata terra visionis, „Land der Schauung“. Bei der Wiedergabe von har hammorijjāh in der Chronik dagegen fassten die Versionen Morija als Ortsnamen auf: Die Septuaginta (Ed. Hanhart) bietet „Berg des Hamoria“, die Vulgata „Berg Moria“.
Der israelische Botaniker Nogah Hareuveni schlug eine Anspielung an hebräisch מרווה marwah „Salbei“ vor, eine Pflanze, die das Vorbild des Siebenarmigen Leuchters im Jerusalemer Tempel gewesen sei. Jan Fokkelman und andere dagegen interpretieren morijjāh als „mein (Tora-)Lehrer ist Jah(we)“. So gibt Pons Kompaktwörterbuch Althebräisch das Wort מוֺרָי als Partizip (mit ePP) zur Wurzel ירה (weisen, unterweisen, lehren, Zeichen geben) an.

## Lokalisierung
Das Land Morija genau zu verorten, kann nur sehr eingeschränkt gelingen. Die einzigen Anhaltspunkte sind, dass es im Land Morija Berge gibt und dass Abraham sein Ziel nach drei Tagesreisen erreichte. Möglicherweise ist das aber ein literarischer Topos. Da der letzte zuvor genannte Ort Be’er Scheva ist, erwägt Andreas Michel, dass Orte in einer Entfernung von 70 km von Be’er Scheva gemeint sein können; das trifft auf die Stadt Jerusalem zu. Den relativ niedrigen Tempelberg konnte man dagegen zu keiner Zeit „von weitem sehen“ (vgl. Gen 22,4). Tatsächlich kann mit Gen. 22,19  Be’er Scheva als Ausgangsort der Reise identifiziert werden.

## Rezeptionsgeschichte
Die Identifikation von Morija und Tempelberg ist seit hellenistischer Zeit im Judentum feststehend (Jubiläenbuch, Flavius Josephus) und wird von der rabbinischen Literatur übernommen. Auch die christlichen Bibelexegeten interessierten sich seit Melito von Sardes für Morija, zunächst als Tempelberg verstanden, später auf Golgatha bezogen. Die samaritanische Tradition identifiziert Morija mit dem Berg Garizim.